# AV Fryburgia
L'AV Fryburgia (dove AV sta per Akademische Verbindung; in tedesco: associazione accademica) è una confraternita studentesca composta da studenti ed ex-studenti. Fa parte della Società degli studenti svizzeri (SSS) presso l'Università di Friburgo (Svizzera). Vi sono ammessi studenti di sesso maschile di tutte le facoltà.

## Storia
Durante gli anni di inizio XX secolo la vita nella confraternita pretendeva dagli allora studenti una crescente partecipazione. Codesta compartecipazione attiva alla confraternita vincolava strettamente gli allora membri a partecipare a numerosi banchetti, balli e cerimonie tradizionalistiche ponendo le disponibilità finanziarie degli studenti così come lo studio stesso in un contesto problematico. Tutto ciò portò al nascere di una cosiddetta opposizione interna nell'allora unica confraternita friburghese di origine svizzero-tedesca, ovvero la AKV Alemannia. Le rigide tradizioni rendevano difficile il compimento dello studio e per questo motivo la nozione di confraternita si screditò nell'opinione di molti.
Conseguenza di questi malumori fu la separazione quindi di una parte di membri dell'AKV Alemannia, i quali fondarono una nuova confraternita, ovvero la AV Fryburgia. Questa giovane unione voleva posare di nuovo la concentrazione sullo studio e ridurre pertanto l'obbligo di presenza.  Parallelamente fu abolito l'obbligo di bere, notoriamente conosciuto come “Trinkzwang”, ma fu mantenuta la tradizione del banchetto (naturalmente le abitudini riguardanti gli svolgimenti della serata furono adattate alla riforma). Fu così che la AV Fryburgia diventò la seconda confraternita studentesca riformata (nel senso stretto tradizionalistico e non religioso) in Svizzera, dopo la AV Berchtoldia (Berna), seguendo anch'essa il famoso movimento di riforma che colpì diverse associazioni studentesche in quegli anni. Seguirono l'AV Froburger (Basilea) e l'AV Welfen (Zurigo), anche se quest'ultima, bisogna specificare, fu fondata da una notevole rappresentanza firmata Fryburgia.
Fino agli anni settanta, l'AV Fryburgia, si dimostrò una delle più dominanti confraternite di Friburgo.  Eccezione a questo periodo d'oro furono naturalmente gli anni della seconda guerra mondiale, in cui l'attività studentesca frenò bruscamente a causa del gran numero di membri al servizio del proprio paese. Nel 1937 alcuni membri si separarono dalla Fryburgia per creare la nuova confraternita AV Staufer, facendo così dell'AV Fryburgia una vera e propria confraternita “madre”. A differenza della separazione avvenuta ormai venti anni prima con l'Alemmania, questa scissione avvenne a caratteri pacifici. Lo stesso vale per la CA Rezia, la quale nacque dalla sezione Grigionese dell'AV Fryburgia, nel 1957.
Una nuova riforma generale a livello nazionale si fece però sentire a seguito del movimento del '68. Durante il mandato del presidente centrale Altermatt v/o Solo, oggi professore emerito della facoltà di filosofia e ex dell'AV Fryburgia (tutti gli ex-studenti; con la fine dello studio si diventa automaticamente un "vecchio"), l'assemblea generale della SSS decise di dare la libertà assoluta alle confraternite di decidere autonomamente se accettare o no membri di sesso femminile. A differenza delle sue confraternite “figlie”, l'AV Fryburgia decise di scolpire lo status quo, ovvero continuare a vantare di una divieto d'adesione per studenti del gentil sesso.

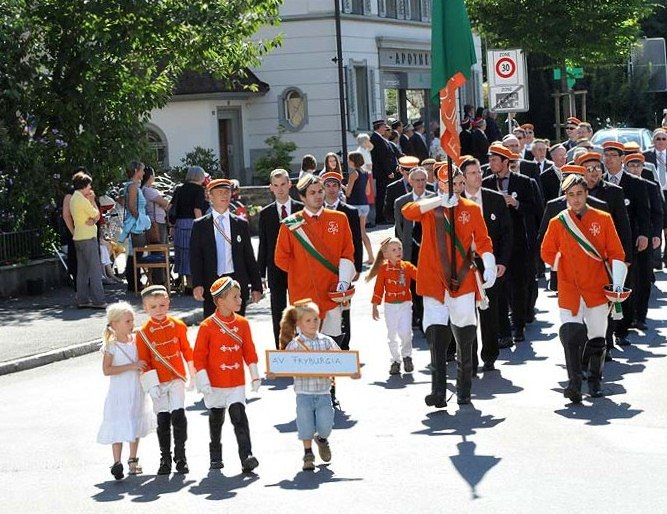

Il movimento del '68 non solo portò l'apertura alle donne, bensì fu anche l'inizio di un periodo di decadenza del mondo delle confraternite studentesche. Anche il numero di membri dell'AV Fryburgia si assottigliò notevolmente mostrando negli anni a venire dei veri e propri alti e bassi.
Ancora oggi l'AV Fryburgia mostra i caratteri della resistenza e della riforma agendo spesso contro le correnti più conservatrici. Infatti, durante semestre autunnale del 2010 la confraternita ha respinto un comunicato del Consiglio studentesco, nel quale si impegnava a bocciare la cosiddetta iniziativa sulle borse di studio, assicurando l'appoggio al comitato dell'iniziativa.

## Principi base

### Motto e blasone

#### Motto
Il motto dell'AV Fryburgia è “Treu, ehrlich und stolz” (T.e.u.s.), ovvero “Fedele, onesto e fiero”. Esso dichiara i valori, i quali i membri sono tenuti a rispettare. Il vessillo invece è “Sonne, ringe Dich durch!” (Oh sole, battiti!), in altre parole l'ultima frase dell'inno ufficiale, il quale dovrebbe far trasparire ottimismo e gaudio nella vita.

#### Blasone
Il blasone della confraternita è diviso in cinque parti. Sopra, dietro i colori e il vessillo ufficiale si possono notare lo stemma tricolore della SSS, la croce elvetica e il sole (v. motto). Nella parte inferiore dello stemma distinguiamo fra il vecchio logo dell'università e lo stemma della città di Friburgo.

### Principi base
L'AV Fryburgia è una confraternita riformata, o come viene giustamente ricordato il movimento nella regione, “Reformverbindung”. Benché la confraternita mantenga tutt'oggi il banchetto tradizionale ebdomadario, essa ha mantenuto il principio di non-obbligo di bere. Le attività della confraternita dovrebbero rimanere ragionevolmente limitate. Il cuore dell'attività rimane dunque il soprascritto ritrovo settimanale, conosciuto tra i membri come “Stamm”. Lo Stamm è obbligatorio per i membri attivi. La confraternita pone grande peso alla causa dello studio e ha molto a cuore che i propri membri compiano lo studio con successo e senza alcun intoppo sconveniente. In più si prova a incoraggiare i membri a praticare dello sport e altre attività.

La confraternita è indossa-colori (farbentragend) e rigetta la nota tradizione del duello fra studenti che è ritenuta non-cristiana. Allo stesso modo diverse tradizioni conservatrici, ancora in vigore nei gruppi più tradizionalisti, sono state abolite. 

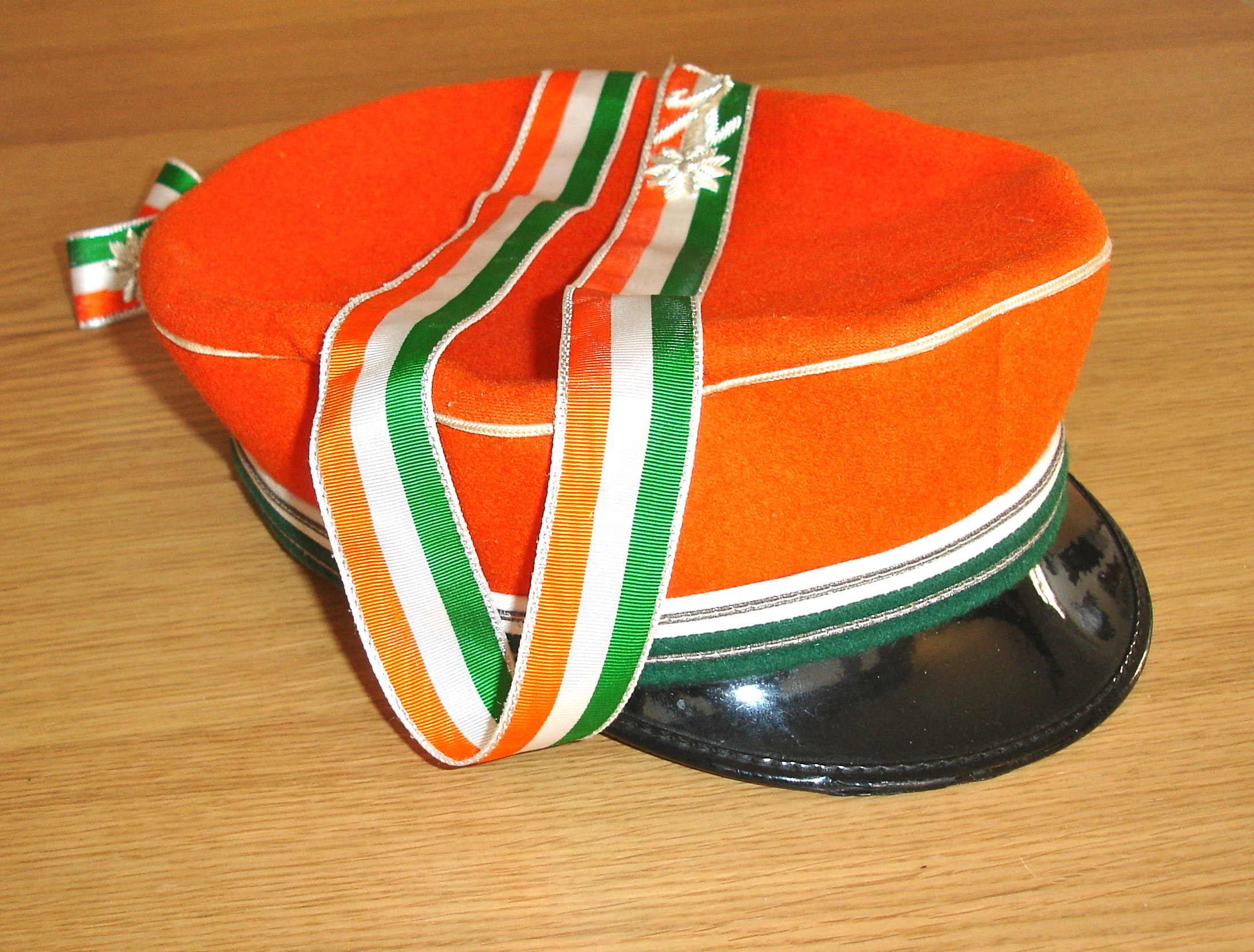

Il famoso berretto che contraddistingue le confraternite svizzere è ripresentato nella sua forma più semplice e pura, in altre parole di sola stoffa senza alcun ricamo.

### Inno
De clair soleil, la tête auréolée
au fond du coeur la flamme du devoir
chantons leurs airs, en joyeuse envolée
dans ses murs gris, Fribourg aime a les voir:
Fryburgia, Fryburgia, c'est toi, c'est ta cohorte
preux troubadours, servants de l'idéal
dont la devise, impérative et forte
s'en va quérir l'astre à l'éclat royal!
Sonne, Sonne, ringe Dich durch!
Sonne, Sonne, ringe Dich durch!

## Membri conosciuti
- Urs Altermatt (*1942), Professore die storia presso l'università di Friburgo
- Marc Amstutz (*1962), Professore di diritto dell'economia presso l'università di Friburgo
- Daniel Anrig, Presidente del tribunale cantonale del Canton Glarona
- Mario Cavigelli (*1965), Membro del Governo (PPD) del Cantone dei Grigioni
- Kurt Furgler (*1924, †2008), consigliere federale (PPD) e Presidente della Confederazione Svizzera
- Hans Hürlimann (*1918, †1994), consigliere federale (PPD) e Presidente della Confederazione Svizzera
- Marcel Niggli (*1960), Decano della facoltà di giurisprudenza dell'università di Friburgo e professore di diritto penale e filosofia del diritto
- Johannes Baptist Rösler (*1922, †2009), Politico tedesco (CDU)
- Hubert Stöckli (*1966), Professore di diritto civile e del commercio presso l'università di Friburgo.